# Aquabasilea
Koordinaten: 47° 31′ 28″ N, 7° 40′ 52″ O; CH1903: 618254 / 263783
Das Aquabasilea ist eine Wasser- und Wellness-Welt in Pratteln in der Schweiz. Es umfasst eine Wellness-Anlage und ein Spa, ein Erlebnisbad, eine Sauna, ein Fitnessstudio und eine Physiotherapie. Das Aquabasilea ist für eine Jahreskapazität von 650'000 Besuchern ausgerichtet und wurde im März 2010 eröffnet.

## Baugeschichte
Die 65'795m² grosse Gesamtüberbauung auf dem Henkel-Areal in Pratteln hat der Schweizer Architekt Justus Dahinden entworfen. Dahinden war einer der wichtigsten Vertreter der Schweizer Nachkriegsarchitektur. 2007 begann er mit dem Bauplan für eines der grössten Bauvorhaben im Kanton Basel-Landschaft.
Die Gestaltung des Erlebnisbades griff jedoch auf den Zürcher Architekten Hans Tännler zurück, der zur Teilnahme am Projektwettbewerb für Aquabasilea eingeladen wurde und gewann. Er designte auf 13'000 Quadratmetern die grösste und vielfältigste Schweizer Wasserwelt. Ziel der Gestaltung des Grundrisses war die Form der Schweizer Landkarte samt dem Kreuz der Landesfahne, wodurch sich schlussendlich verschiedene Dachschrägen und ungleiche Grundlängen entwickelten.
Im Projekt «Aquabasilea» waren 30 Planungsbüros, 250 Firmen, 2500 Bauarbeiter beteiligt. Mit einer Fläche von 13'000m² ist es der grösste Wasserpark der Schweiz. Neben der Wasserwelt umfasste das Projekt auch noch einen zehngeschossigen Büroturm, ein Hotel der Viersternkategorie sowie Büro-, Verkaufs- und Lagerflächen mit 700 Parkplätzen. 4000 Tonnen Stahl, 7000 Quadratmeter Naturstein, 36'000 Kubikmeter Beton, 15 Kilometer Wasserleitungen, 250 Pumpen und 650 Kilometer Elektroleitung wurden verbaut. Dafür waren Investitionen von rund 230 Millionen Franken erforderlich. Die Hälfte davon flossen in das Erlebnisbad und die Wellnessanlage.

## Wasserwelt
Die gesamte Fläche der Wasserbereiche beträgt 2160 m² und hat ein Volumen von 2241 m³.

### Innenbereich
- Wellenbad
- Verzascatal-Bergbach: Ein 140 Meter langer Wildwasserbach, der mit einer Strömung von max. 20 km/h ausgelegt ist.
- Turbotube: Die Rutsche symbolisiert mit Effekten wie bunten Fischen und blauem Licht das Meer und die Unterwasserwelt. Mit einer Geschwindigkeit von 35 km/h führt sie in das Landebecken.
- Burn: Die 144 Meter lange schwarze Röhre beinhaltet verschiedene Lichteffekte und ein transparentes Teilstück.
- Rivellazione: Mit den Reifen ermöglicht die 133 Meter lange Wasserrutsche eine Fahrt zu zweit.
- Cliffdrop: Mit 16 m ist es die kürzeste  Rutsche. Fast senkrecht werden über 8 m Höhenunterschied überwunden.
- Family Splash: Die mit 87 Meter längste Rutsche ist eine offene Röhre und mit sanften Kurven ausgebaut.
- Extrême: Die schnellste Wasserrutsche, die mit einem steilen Winkel nach unten führt.

Die Wasserfläche im Innenbereich beträgt 1451 m².

### Aussenbereich
- Wildwasserbach
- Kleinkinderbecken
- Geheiztes Entspannungsbecken mit Grotte, Whirlpool und Strömungskanal, auch im Winter verwendbar.

Das Kleinkinderbecken und der Wildbach im Aussenbereich können nur saisonal genutzt werden. Die Wasserfläche im Aussenbereich beträgt 709 m².

## Sauna
Das Aquabasilea verfügt über insgesamt acht Saunas, welche sich in ihrer Temperatur und Luftfeuchtigkeit unterscheiden. Zum 10-jährigen Jubiläum wurde die Chaletsauna zur Eventsauna umgebaut.